# Orțișoara
Orțișoara (fino al 1924 Cocota, in ungherese Orczyfalva, in tedesco Orzydorf o Obendorf) è un comune della Romania di 4021 abitanti, ubicato nel distretto di Timiș, nella regione storica del Banato. 
Il comune è formato dall'unione di 4 villaggi: Călacea, Cornești, Orțișoara, Seceani.